# Крачі
Крачі (рос. Крачи) — присілок в Мошенському районі Новгородської області Російської Федерації.
Населення становить 7 осіб. Входить до складу муніципального утворення Кіровське сільське поселення.

## Історія
Від 2004 року входить до складу муніципального утворення Кіровське сільське поселення.

## Населення
| 2010 |
| ---- |
| 7    |